# (884) Príamo
(884) Príamo es un asteroide perteneciente a los asteroides troyanos de Júpiter descubierto el 22 de septiembre de 1917 por Maximilian Franz Wolf desde el observatorio de Heidelberg-Königstuhl, Alemania.
Está nombrado por Príamo, un personaje de la mitología griega.